# Kemmar Daley
Kemmar Daley (Jamaica, 18 de fevereiro de 1988) é um futebolista jamaicano

## Biografia
Revelado no futebol da Jamaica, na equipe Meadhaven F.C. da KSAFA Super League (a segunda divisão do futebol jamaicano), Daley ficou conhecido ao ganhar com a seleção de seu país de forma surpreendente a medalha de prata no torneio de futebol dos Jogos Pan-americanos de 2007 e ser o artilheiro da competição com 4 gols juntamente com o mexicano Enrique Alejandro Esqueda.

## Equipe
- Meadhaven F.C.

## Campanhas de destaque
- Seleção da Jamaica: Jogos Pan-americanos: medalha de prata (2007)

## Artilharia
- Seleção da Jamaica: Jogos Pan-americanos de 2007 - 4 gols*

*Obs: junto com o mexicano Enrique Alejandro Esqueda.

## Curiosidades
- Daley é primo do famoso músico jamaicano Bob Marley.